# Карамишево (Чувашія)
Кара́мишево (рос. Карамышево, чув. Елчĕк) — село у складі Козловського району Чувашії, Росія. Входить до складу Карамишевське сільського поселення.
Населення — 493 особи (2010; 576 у 2002).
Національний склад:
- чуваші — 97 %